# St. Johannes Baptista (Wiedersbach)

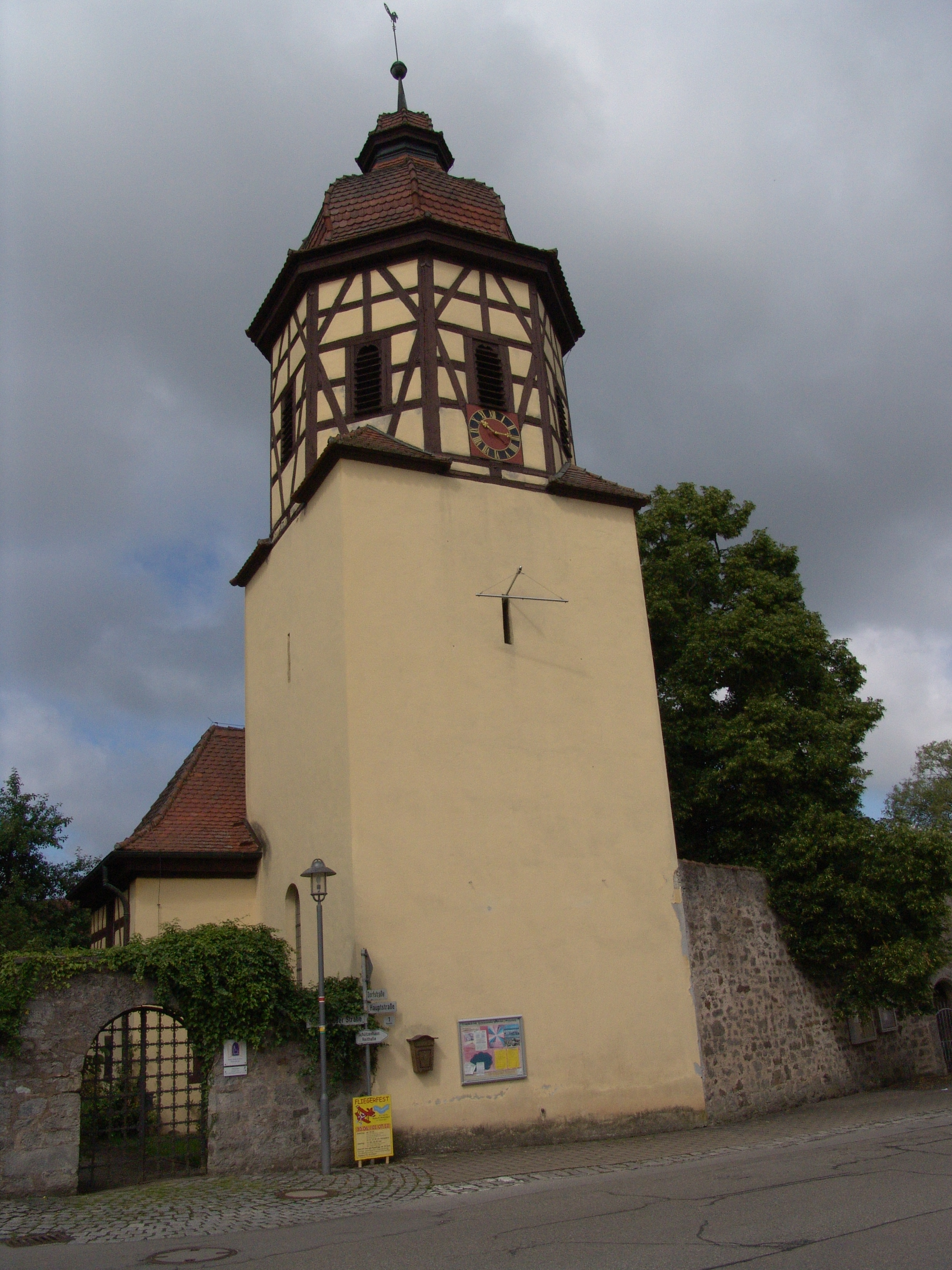
St. Johannes Baptista (Wiedersbach)

Die denkmalgeschützte, evangelisch-lutherische Filialkirche St. Johannes Baptista, die ehemalige Eigenkirche der Freiherrn von Eyb, steht in Wiedersbach, einem Gemeindeteil der Stadt Leutershausen im Landkreis Ansbach (Mittelfranken, Bayern). Die Kirche ist unter der Denkmalnummer D-5-71-174-120 als Baudenkmal in der Bayerischen Denkmalliste eingetragen. Die Kirche gehört zur Pfarrei Neunkirchen im Dekanat Leutershausen im Kirchenkreis Ansbach-Würzburg der Evangelisch-Lutherischen Kirche in Bayern.

## Beschreibung
Der Chorturm der Saalkirche ist im Kern spätromanisch. Im 18. Jahrhundert wurde an ihn nach Westen das Langhaus mit einem südlichen Querarm angebaut. Außerdem wurde der Chorturm um ein Geschoss aus Holzfachwerk aufgestockt, das die Turmuhr und den Glockenstuhl beherbergt, und mit einer Zwiebelhaube bedeckt. 
Die 1982 von Hey Orgelbau errichtete Orgel mit 12 Registern, zwei Manualen und Pedal wurde, wie im Markgrafenstil üblich, im Chor, d. h. im Erdgeschoss des Chorturms, über dem Altar und der Kanzel untergebracht.